# Lauretta Masiero
Lauretta Masiero (n. 25 octombrie 1927 în Veneția – d. 23 martie 2010 în Roma) a fost o actriță italiană.

## Filmografie
- 1952: Canzoni di mezzo secolo
- 1958: Vento di primavera
- 1961: Suo Excellenza si fermò a mangiare
- 1965f.: Le avventure di Laura Storm (TV)
- 1992: Ostinato Destino